# 1830년 영국 총선
1830년, 조지 4세가 죽고 윌리엄 4세가 즉위하면서 새 의회가 소집되었다.

## 정치 상황
아서 웰즐리 수상의 임명으로, 조지 캐닝 내각과 프레더릭 로빈슨 내각에 협조적이었던 휘그당이 돌아섬과 함께, 아일랜드에서의 인기로 의석을 얻게 된 다니엘 오 콘월과 그의 가톨릭 연대에 대해 법적 문제로 토리당 내에서도 분열이 일어나게 된다. 선거 후, 웰즐리 수상은 의회 개혁을 외치며 사임해, 윌리엄 4세는 23년 만에 휘그당인 찰스 그레이를 수상에 임명한다